# Stichting Animal Freedom
Stichting Animal Freedom is een Nederlandse dierenrechtenorganisatie. 

## Uitgangspunten
Animal Freedom heeft een uitgesproken mening over wat het uitgangspunt ten aanzien van dierenrechten zou moeten zijn, namelijk recht op vrijheid om natuurlijk gedrag te vertonen. Er zou een grens moeten worden gesteld aan alle vormen van omgang met dieren, waarbij dit grondrecht op vrijheid wordt geschonden.
De hoofdgedachte is think global, act local, wat betekent dat de globalisering niet ten koste mag gaan van dieren. 

### Onafhankelijkheid
Animal Freedom hecht sterk aan zijn eigen onafhankelijkheid. Grote organisaties hebben vaak wel politieke relaties, maar moeten ook voorzichtig zijn in het formuleren van opinies om hun netwerk niet te verstoren of hun leden en donateurs niet tegen het hoofd te stoten. 

## Activiteiten

### Het bieden van informatie
Een hoofdactiviteit van Animal Freedom is het bieden van informatie door middel van zijn website. 
Deze informatie heeft betrekking op:
- Misstanden in de omgang met dieren - De stichting probeert met honderden artikelen, reacties op de actualiteit en video's de misstanden in bijvoorbeeld de bio-industrie onder de aandacht te brengen.
- Alternatieven voor dieronvriendelijke methoden - De Stichting Animal Freedom probeert om de gevestigde ideeën over ondoordacht en overmatig dierengebruik te doorbreken.
- Informatie over initiatieven van andere organisaties, wereldwijd, die daadwerkelijk iets doen in het belang van dieren.

### Het ondersteunen van acties
Animal Freedom ondersteunt tevens acties van anderen die zijn gericht op het verbeteren van de leefsituatie van dieren. Daarbij worden echter uitsluitend geweldloze, legale en publieksvriendelijke acties ondersteund.